# Felina (Breaking Bad)
Felina è il sedicesimo episodio della quinta e ultima stagione della serie televisiva Breaking Bad. In totale è il sessantaduesimo ed ultimo episodio della serie. Scritto e diretto da Vince Gilligan; è stato trasmesso per la prima volta il 29 settembre 2013 su AMC negli Stati Uniti d'America e in Canada, mentre la prima visione in lingua italiana è stata il 9 novembre 2013 sul canale televisivo AXN. L'episodio ha avuto un sequel cinematografico nel 2019 con il film El  Camino - Il film di Breaking Bad, distribuito su Netflix.
La trama dell'episodio è incentrata sugli sforzi di Walt per sfuggire alla caccia all'uomo scatenata nei suoi confronti così da poter tornare in Nuovo Messico e dare alla sua famiglia i restanti profitti ricavati dal suo traffico illegale di metanfetamina. Inoltre egli intende vendicarsi dei membri della fratellanza ariana che lo hanno tradito rubandogli i soldi, ucciso suo cognato Hank, minacciato la sua famiglia e che tengono prigioniero Jesse. Sapendo che il cancro lo avrebbe presto ucciso, Walt fa visita ai suoi vecchi soci in affari e si prepara al conflitto finale e a morire.
Alla sua messa in onda, Felina fu acclamato da critica e pubblico, ottenendo ottime recensioni. Alcuni critici arrivarono a definirlo uno dei migliori finali di una serie televisiva di tutti i tempi. Nel 2014 Vince Gilligan ha vinto il premio DGA Award come miglior regista in una serie drammatica per la regia di Felina.

## Trama
Walter si reca a casa di Gretchen ed Elliot Schwartz. La sera, quando i due rincasano, lo trovano in salotto e Walter consegna loro quasi nove milioni di dollari, chiedendo ai due di regalarli a suo figlio Walt Jr. per il suo imminente diciottesimo compleanno: una formale donazione da parte di ricchi benefattori, a sua detta, non farà insospettire nessuno. Walt li fa prendere di mira da due laser, informandoli che ha pagato due abilissimi sicari perché li uccidano nel caso non rispettino l'accordo. Gli "assassini" sono in realtà "Skinny" Pete e Badger, i due amici di Jesse, che Walt ha pagato per proiettare due laser rossi sui coniugi Schwartz, allo scopo di intimidirli. Walt chiede ai due informazioni sulla metanfetamina che è tornata in circolazione: dai loro racconti, intuisce che il "cuoco" è proprio Jesse.
La trama si riallaccia ai due flashforward degli episodi precedenti: Walt compra l'M60 e recupera la ricina dalla sua vecchia casa. L'uomo si reca al bar in cui si incontrano abitualmente Todd e Lydia, proponendo di insegnare al ragazzo un nuovo metodo per produrre senza metilammina. I due non accettano subito, ma gli dicono di parlare con Jack.
Nel frattempo, Marie chiama Skyler per informarla che Walt è tornato in città. Finita la telefonata, si scopre che lui è già di fronte a sua moglie e le assicura che si occuperà degli uomini che l'avevano minacciata mesi prima. Dopo averle dato le coordinate del luogo in cui sono stati seppelliti Hank e Gomez, confessa alla moglie che tutto quello che ha fatto non è stato per il bene della famiglia, ma solo per appagare il suo ego e sentirsi vivo. Così, dopo aver salutato per l'ultima volta la figlia Holly e aver osservato da lontano Walt Jr. che stava rientrando, se ne va in silenzio.
Quella sera Walter raggiunge il rifugio di Jack. Lo zio di Todd si mostra però non interessato all'offerta e vuole ucciderlo, al che Walter gli rinfaccia di essersi messo in affari con Jesse, accusandolo di slealtà. Jack, indispettito, gli mostra la condizione di schiavitù in cui si trova il ragazzo e Walt si butta assieme a lui a terra, fingendo un'aggressione e facendo scattare un meccanismo preparato in precedenza: dal baule dell'auto parcheggiata di fronte spunta l'M60 montato su un meccanismo girevole ed inizia a far fuoco uccidendo i presenti. Quando il caricatore si esaurisce, Walt uccide Jack gravemente ferito, ignorando la sua offerta di soldi (i milioni sottrattigli) e Todd viene strangolato da Jesse. Walter poi dà la pistola a Jesse e lo invita ad ucciderlo, ma il ragazzo, vedendo che l'uomo è stato colpito a un fianco da un proiettile e capendo che questo era l'ennesimo ed ultimo tentativo di manipolarlo, gli dice di pensarci da solo e se ne va. Mentre Walt esce, sente il telefonino di Todd squillare: all'altro lato della cornetta c'è Lydia. Walt le comunica che la mattina, al bar, aveva mischiato il dolcificante della sua camomilla con la ricina e che quindi è prossima alla morte. Jesse lancia uno sguardo d'addio a Walt e poi fugge in macchina, dove inizia ad urlare come un matto, finalmente libero.
Walter, definitivamente solo e ferito gravemente, entra nel laboratorio di Todd, e qui si mette a contemplare, con nostalgia, tutti gli strumenti con cui un tempo era solito "cucinare". Poi cade a terra e muore, con un sorriso in volto, felice di ciò che ha fatto negli ultimi anni, mentre i poliziotti irrompono nella struttura, concludendo così la storia di Walter White.

## Produzione

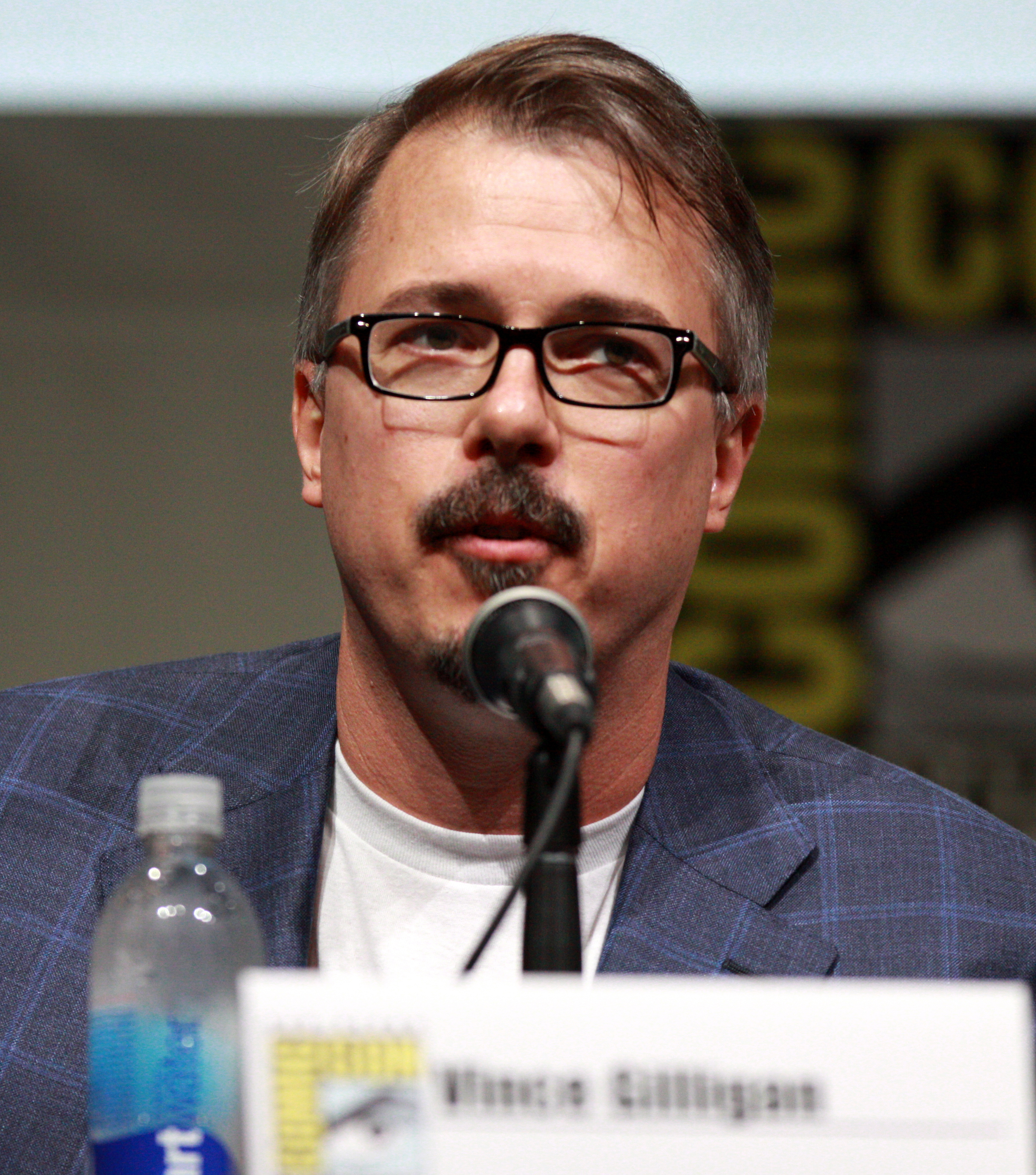
Il creatore della serie Vince Gilligan scrisse e diresse l'episodio

La produzione di Felina e della serie Breaking Bad si concluse il 2 aprile 2013, secondo quanto dichiarato da Bryan Cranston.
Prima di girare l'episodio finale, i protagonisti Bryan Cranston e Aaron Paul vollero incontrarsi per bere una birra e leggere insieme il copione della puntata. Decisero, infatti, di scoprire insieme quale sarebbe stata la sorte dei loro personaggi. In totale, Felina è l'episodio numero 62 della serie. Nella tavola periodica l'elemento numero 62 è il samario, un metallo utilizzato, tra le altre cose, anche in medicina nucleare per la terapia delle metastasi nei pazienti affetti da cancro (e il personaggio di Walter White è malato di cancro ai polmoni).
Il 18 settembre 2013 fu annunciato che entrambi gli ultimi due episodi della serie, Tutto torna e Felina, avrebbero avuto una durata di 75 minuti ciascuno, inclusi gli spot pubblicitari. La durata effettiva degli episodi è di 55 minuti, 10 in più rispetto ai consueti 45 degli altri. L'episodio venne scritto e diretto dal creatore della serie Vince Gilligan.

### Titolo e musica
Il titolo dell'episodio, Felina, si ispira al personaggio di Feleena tratto dalla canzone El Paso del cantautore Marty Robbins, che svolge un ruolo importante nella trama.
La storia di El Paso riflette da vicino l'arco narrativo del personaggio di Walter White nella stagione finale della serie Breaking Bad. Walt, diventato un noto criminale ricercato dalla polizia, fugge da Albuquerque, vivendo come un fuggitivo. Nonostante questo sia un risultato positivo per lui nel contesto della storia, egli si ritrova sempre più isolato e insoddisfatto. Poiché il suo desiderio di socialità supera la sua paura della cattura e della morte, alla fine decide di ritornare sulla scena del crimine, dove inevitabilmente andrà incontro alla sua fine. Walt ascolta in auto El Paso da una cassetta di Marty Robbins, e la canzone si ascolta durante l'episodio. Gli sceneggiatori cambiarono il nome del personaggio da Feleena a Felina cosicché, utilizzandolo come titolo, servisse da anagramma per Finale.
Esistono anche alcune teorie di fan riguardo al significato del titolo: la parola Felina può essere scomposta in tre differenti simboli di elementi chimici presenti nella tavola periodica: ferro (Fe), litio (Li), e sodio (Na). Il titolo è stato interpretato da alcuni come "sangue, meth e lacrime" perché il ferro è l'elemento predonimante nel sangue, il litio viene talvolta usato nella produzione di metanfetamina, e il sodio è una delle componenti delle lacrime. Secondo Eric Brown di International Business Times:
La scelta del brano Baby Blue dei Badfinger che accompagna la scena finale, non sembra essere casuale (come confermato da Vince Gilligan): il testo racconta infatti una storia simile a quella di Walter che, poco prima di morire, ripensa nostalgico ai suoi ultimi anni di vita, spesi facendo ciò che amava fare. Inoltre può esistere un'analogia fra il "Blue" del titolo e la Blue Meth di Heisenberg. Secondo la rivista Rolling Stone, i supervisori musicali dello show erano in disaccordo con la scelta di Gilligan per la canzone finale; tuttavia, Thomas Golubić, uno dei supervisori, dichiarò che "i giornalisti qualche volta cercano di creare un dramma dove non esiste" e che le sue dichiarazioni erano state "fraintese". Baby Blue divenne una scelta ovvia man mano che il montaggio si avvicinava al completamento con Golubić che descrisse il processo di scelta della canzone:

### El Camino
Dopo la conclusione della serie, Gilligan prese in considerazione il destino di Jesse, dicendo che invece di essere catturato dalla polizia, si era immaginato che il personaggio fosse riuscito a scappare in Alaska per ricominciare una nuova vita. Rimuginò su questa idea per alcuni anni, e in occasione dell'avvicinarsi del decimo anniversario di Breaking Bad, manifestò la sua intenzione di raccontare cosa era accaduto a Jesse dopo la sua fuga dal compound dei neonazisti alla fine di Felina. L'idea si concretizzò nel film El Camino - Il film di Breaking Bad (El Camino: A Breaking Bad Movie), trasmesso su Netflix per la prima volta l'11 ottobre 2019 e in seguito distribuito nei cinema per un periodo limitato. El Camino, titolo derivato dall'auto utilizzata da Jesse per fuggire, si colloca immediatamente dopo gli eventi narrati in Felina, ed è considerato da Gilligan come la coda naturale della serie e la conclusione della storia di Jesse. Aaron Paul riprese il ruolo di Jesse, e il film include brevi camei di Cranston nei panni di White, di Plemons in quelli di Todd Alquist (anche se notevolmente ingrassato rispetto al suo personaggio), di Fraser, Jones e Baker, tra gli altri.

## Accoglienza

### Ascolti
Felina ebbe l'indice d'ascolto più alto di ogni altro episodio di Breaking Bad: 10.28 milioni di spettatori negli Stati Uniti, inclusi 5.3 milioni di adulti nella fascia d'età 18–49 anni. L'episodio ha generato milioni di commenti online sui social e gli indici Nielsen indicarono che fu l'episodio di una serie televisiva più discusso su Twitter quella settimana. La popolarità dell'episodio ha causato un incremento del 2,98% nelle vendite della canzone My Baby Blue dei Badfinger e il 9% in più di scaricamenti del brano su Spotify.

### Critica
Alla sua messa in onda, l'episodio ha ricevuto consensi critici pressoché unanimi. Nel recensire Felina, Donna Bowman di The A.V. Club assegnò all'episodio una "A", scrivendo che "Walt ha raggiunto il suo scopo, e ora semplicemente si ferma". Anche Seth Amitin di IGN lodò Felina, definendolo "pienamente soddisfacente" e premiandolo con un voto di 9.8 su 10. Katey Rich descrisse l'episodio "un finale profondamente soddisfacente e sorprendentemente commovente". Tuttavia ci fu anche qualche parere negativo fuori dal coro, come quello di Emily Nussbaum che scrivendo sul The New Yorker, criticò l'episodio affermando che la serie era così ben definita a favore di Walt da far sembrare Felina più "una fantasia morente di Walter White, e non qualcosa che stava realmente accadendo".
Nel 2019 il sito web The Ringer ha classificato Felina in diciannovesima posizione nella lista dei migliori episodi di Breaking Bad.

## Riconoscimenti
- 2014 – DGA Award
  - Miglior regia Drama a Vince Gilligan[6][29]

## Riferimenti nella cultura di massa
Nello show televisivo MythBusters è stato testato se fosse veramente possibile montare una mitragliatrice su un meccanismo girevole nel bagagliaio di un'auto e farla sparare, provando che è realmente fattibile nella vita reale.